# Stefanos Paparounas
Stefanos Paparounas (griechisch Στέφανος Παπαρούνας, * 22. Januar 1990 in Trikala) ist ein griechischer Wasserspringer. Er startet im Kunstspringen vom 1-m- und 3-m-Brett und mit Alexandros Manos im 3-m-Synchronspringen.
Paparounas feierte seine ersten internationalen Erfolge bei der Junioreneuropameisterschaft 2008 in Minsk, vom 3-m-Brett gewann er im Einzel- und Synchronwettbewerb jeweils die Bronzemedaille. Im Erwachsenenbereich debütierte er bei der Europameisterschaft 2009 in Turin, er erreichte vom 3-m-Brett zwei Finals und belegte im Einzel Rang neun sowie mit Manos im Synchronspringen Rang fünf. Erfolgreich verlief auch die Europameisterschaft 2011, die ebenfalls in Turin stattfand. Paparounas erreichte im Einzel vom 1-m- und 3-m-Brett sowie im 3-m-Synchronspringen das Finale. Beim Weltcup 2012 gewann Paparounas einen Quotenplatz für das Kunstspringen bei den Olympischen Spielen 2012 in London.